# Guanabara Esporte Clube
Guanabara Esporte Clube foi uma agremiação esportiva da cidade de Araruama, Rio de Janeiro. A equipe foi fundada a 25 de maio de 2004. 

## História

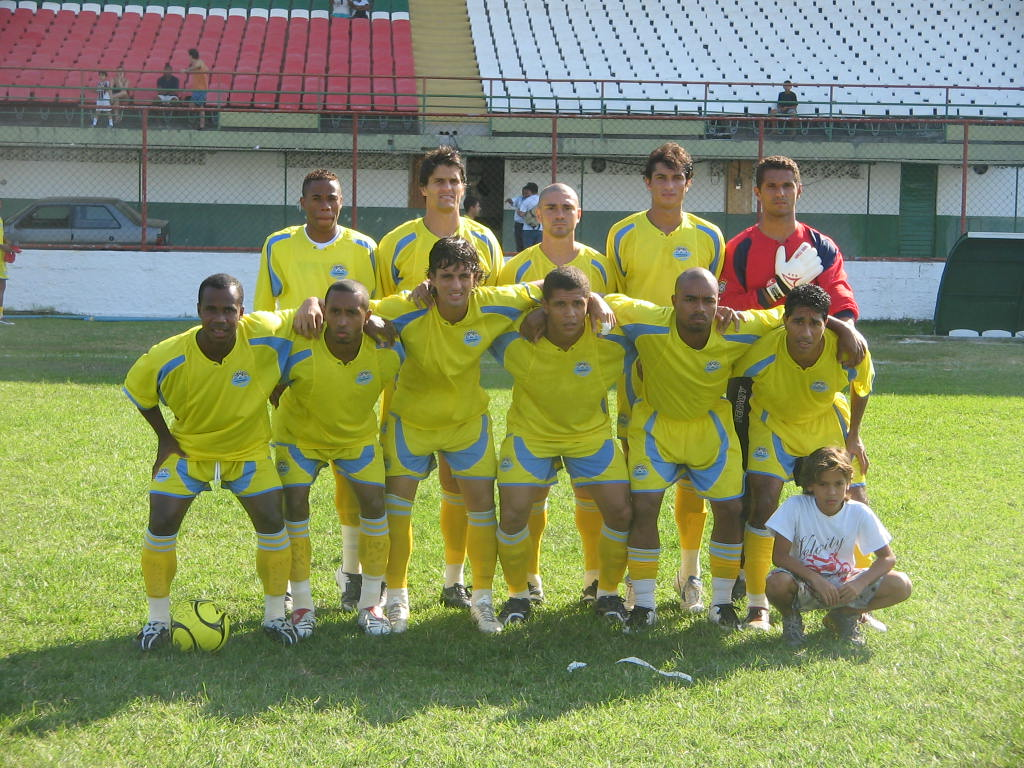
Equipe de profissionais de 2007.

O clube-empresa começa a disputar os campeonatos de âmbito profissional a partir da filiação da Associação Esportiva XV de Novembro de Araruama, que disputou diversos campeonatos da Segunda e da Terceira Divisão nos anos 80 e 90, foi campeão da segunda indo a primeira divisao jogando com flamengo vasco entre outro no ano de 2008 destaque ao campo guanabara em ararruama mas que andava por um longo tempo licenciado das disputas profissionais. Foi na verdade um esquema feito pelos dirigentes para antecipar o ingresso do Guanabara no profissionalismo. 
Em 2004, a agremiação é formada. Os fundadores optam por inserir algumas cores da bandeira nacional e um nome que lembrasse o antigo estado onde está inserida a associação.
Em 2005, o clube adquire o estádio Mário Castanho, que pertencera ao Rubro Social Esporte Clube em leilão. A praça de esportes é inteiramente reformada e hoje abriga jogos até de Primeira Divisão. Hoje chama-se Estádio Rei Pelé, com capacidade para 10.000 pessoas.
Em 2006, o Guanabara Esporte Clube efetivamente começou suas atividades. Em seu primeiro desafio, o clube da Região dos Lagos encarou uma Seletiva de acesso à Segunda Divisão do Campeonato Estadual que ocorreria no mesmo ano. A classificação veio e, de quebra, o Guanabara conquistou a artilharia da competição.
Com o estádio ainda em obras, o Guanabara começou em abril aquele que até então seria seu maior desafio: a disputa da Segunda Divisão de Profissionais do Rio. Utilizando o estádio Eucy Resende de Mendonça, em Saquarema, também na Região dos Lagos, o Guanabara surpreendeu a todos e tornou-se a grande 'zebra' da competição. Entre 24 clubes participantes, o Guanabara conquistou o impressionante terceiro lugar geral do torneio. E, de novo, teve o artilheiro da competição.
Já no segundo semestre, deu-se início a Seletiva que daria aos quatro melhores clubes o acesso a divisão de elite do futebol carioca no ano seguinte. O torneio, impugnado pela justiça, acabou não valendo nada. O mais marcante desta fase ficou por conta do tão esperado encontro entre o Guanabara Esporte Clube e sua torcida, no dia 2 de setembro, quando o estádio, totalmente reformado, abriu pela primeira vez seus portões ao público.
A principal Torcida Organizada do Esporte Clube Guanabara se chama Leões Indomáveis e acompanha o Guanabara desde 28 de março de 2008. Suas cores são o azul, amarelo e o branco.
Em 2009, a agremiação pede licença das competições profissionais à FFERJ, paralisando as atividades do seu departamento de futebol. Em 2011 decide encerrar suas atividades e abandona o futebol profissional após o terceiro ano consecutivo ausente.

## Fonte
- VIANA, Eduardo. Implantação do futebol Profissional no Estado do Rio de Janeiro. Rio de Janeiro: Editora Cátedra, s/d.